# Орынбеков, Бекболат Серикбекович
Бекболат Серикбекович Орынбеков (каз. Бекболат Серікбекұлы Орынбеков; род. 4 августа 1957, с. Байкадам, Сарысуский район, Джамбулская область) — аким Тараза (2010—2013).

## Биография
С 1979 года, окончив Алма-Атинский энергетический институт по специальности «инженер-электрик», работал в Каратауском профессионально-техническом училище № 110 (преподаватель, мастер, заместитель директора). В 1992—1993 годы — генеральный директор ассоциации «Каратау», в 1994—1997 — директор предприятия «Бирлик», в 1997—1998 — ведущий специалист КП «Жамбылавтодор».
В ноябре 1999 года вступил в партию «Отан». С 1999 года — заместитель акима, с 2003 — аким города Каратау. В 2003 году окончил Агротехнический институт по специальности «экономист-бухгалтер».
С февраля 2010 — аким Сарысуского района; с октября 2010 — аким города Тараз. С декабря 2013 года — первый заместитель акима Жамбылской области.
С августа 2020 года — депутат Сенат Парламента Республики Казахстан от Жамбылской области, член Комитета по финансам и бюджету.

### Семья
Брат — Муханмадияр (1946—2006) — философ, историк религии.
Жена —  (р. 1964);
- сын  (р. 1992), дочь  (р. 1994)[7].